# 東急多摩川線
東急多摩川線（日语：／ Tōkyo Tamagawa sen */?）是一條連結多摩川站與蒲田站、由東急電鐵（東急）營運的鐵路線。全線位於東京都大田區內。
路線圖與車站編號使用的路線顏色為紫色，路線記號為TM。

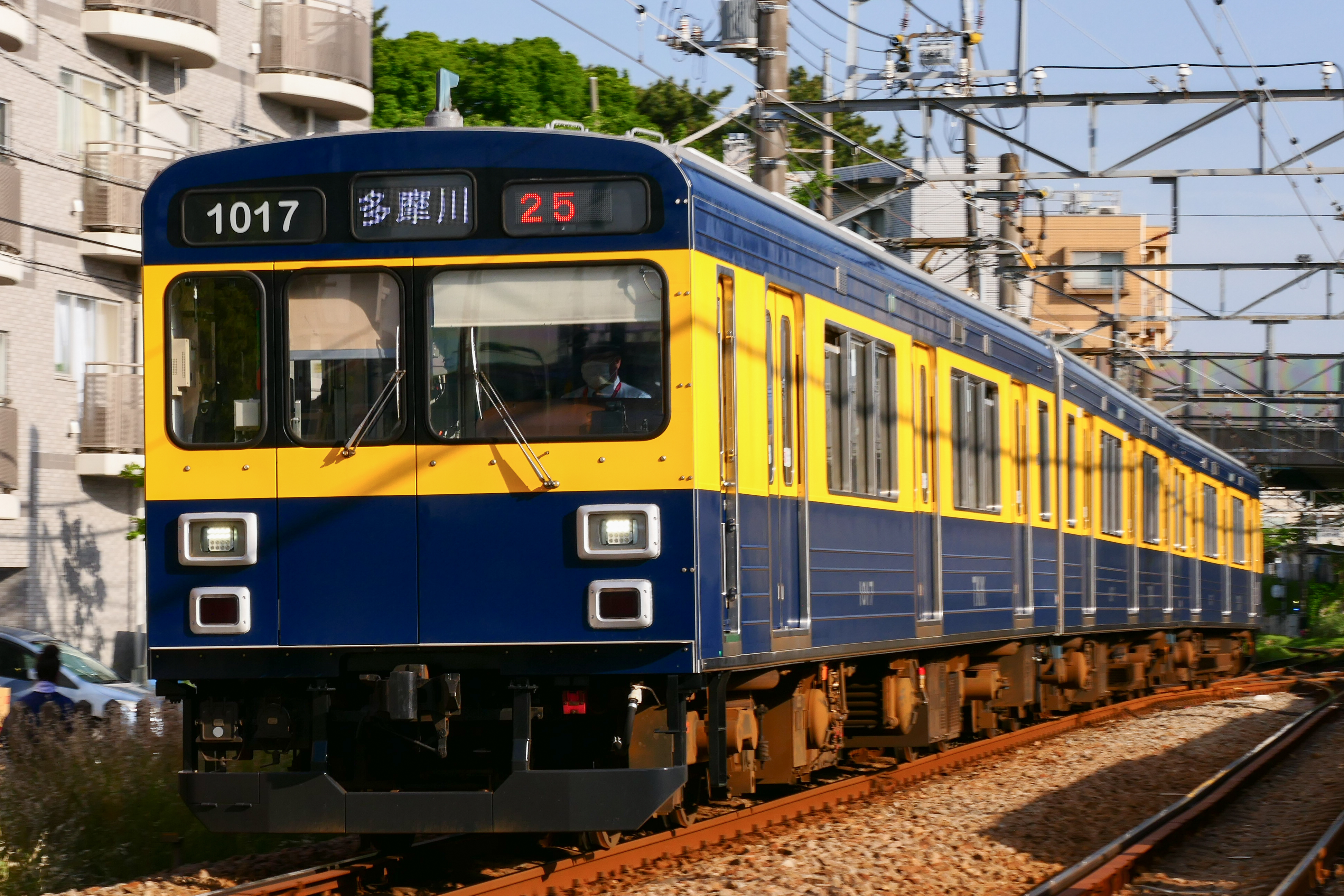
沼部站至多摩川站間的1000系電聯車 (2023年4月)

## 路線資料
- 路線距離：5.6公里
- 軌距：1067毫米
- 站數：7個（包括起終點站）
- 複線路段：全線
- 電氣化路段：全線（直流電1500V）
- 閉塞方式：自動閉塞式

## 使用車輛
與池上線共通運用。截至2015年9月30日使用車輛如下。
- 1000系（日语：東急1000系電車） - 3節編組9列（27節）
- 1000系1500番台（日语：東急1000系電車#1000系1500番台） - 3節編組7列（21節）
- 7000系（日语：東急7000系電車 (2代)） - 3節編組7列（21節）。

### 過去運用車輛
- 7600系（日语：東急7600系電車）
- 7700系（日语：東急7700系電車） - 3節編組6列（18節）

## 历史

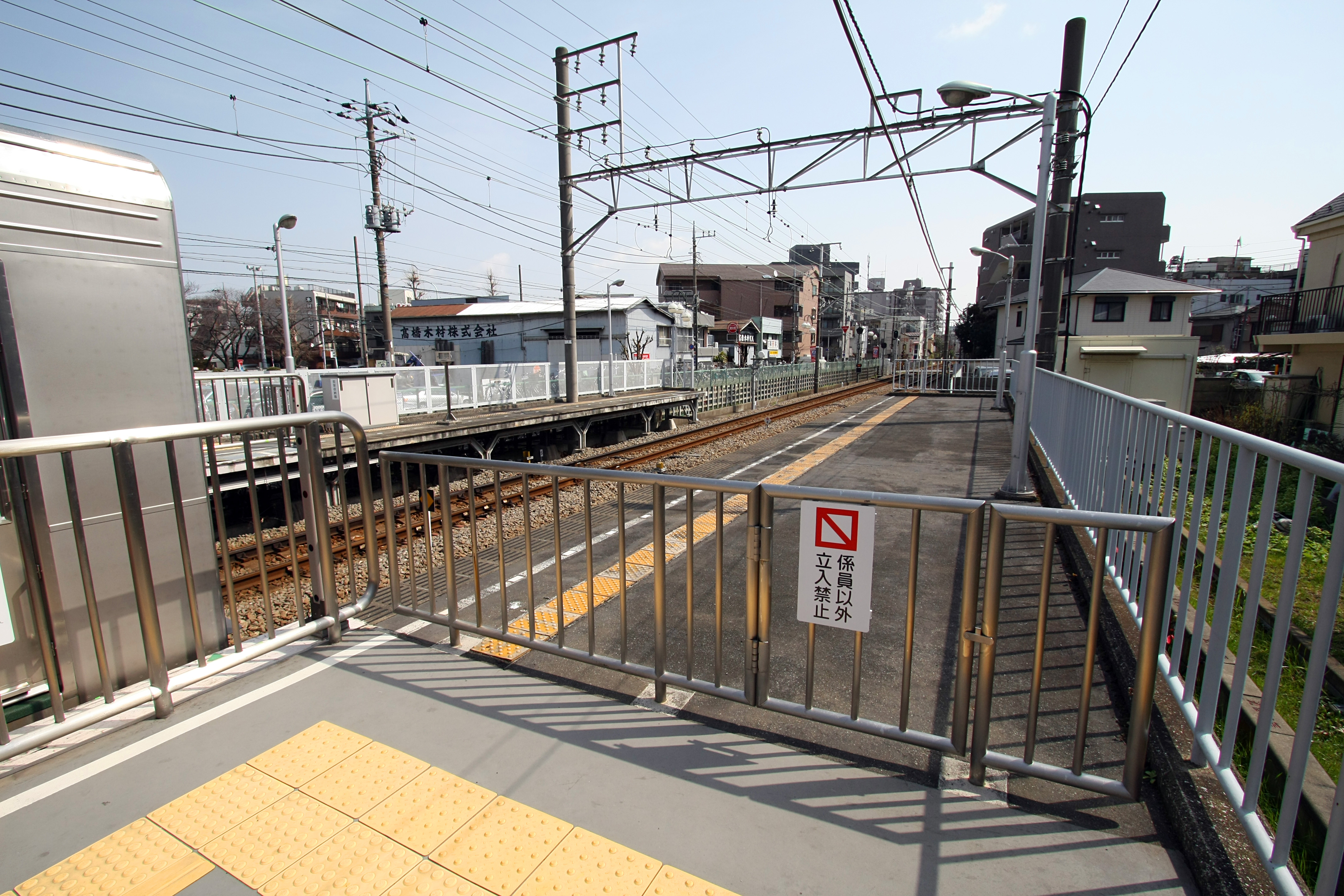
矢口渡站的目蒲線時代的4辆编组列车的停车站台部分。现在禁止进入。

为了田園調布开发而设立的目黑蒲田電鐵的最初开业的路线部分，也是東急電鐵的起源。
※仅记录了多摩川 - 蒲田间的车站的新建、废弃、改称。另请参照分割前的東急目蒲線。
- 1923年（大正12年）
  - 3月11日 - 目黑線目黑 - 丸子（现在为沼部）间开业。
  - 10月 - 目黑不動前站改称为不動前站。
  - 11月1日 - 丸子 - 蒲田間開業（全通）。改称目蒲線。
- 1924年（大正13年）
  - 2月29日 - 鵜之木站开业。
  - 5月2日 - 下丸子站开业。
  - 6月1日 - 丸子站改称为武蔵丸子站。
- 1925年（大正14年）10月12日 - 矢口（現在为矢口渡） - 蒲田间的本門寺道站开业。
- 1926年（大正15年）1月1日 - 多摩川站、武藏丸子站分别改称为丸子多摩川站、沼部站。
- 1930年（昭和5年）5月21日 - 矢口站改称为矢口渡站。
- 1931年（昭和6年）1月1日 - 丸子多摩川站改称为多摩川園前站。
- 1936年（昭和11年）1月1日 - 本門寺道站改称为道塚站。
- 1945年（昭和20年）
  - 6月1日 - 矢口渡 - 道塚 - 蒲田間停用（1946年废止）。
  - 8月14日 - 矢口渡 - 蒲田间的新线开业。
- 1955年（昭和30年）11月5日 - 架线电压由600V升压至1500V。
- 1966年（昭和41年）1月20日 - 鵜之木站從原本名稱「鵜ノ木」改为「鵜の木」。
- 1989年（平成元年）3月18日 - 3辆编组改为4辆编组化。但池上線依然是3辆编组。
- 2000年（平成12年）8月6日 - 多摩川 - 蒲田间被分离并改称为東急多摩川線。多摩川園站改称为多摩川站。OneMan列车开始运行。为了与池上線共通，将列车由4辆编组改为3辆编组。
- 2005年（平成17年）6月10日 - 白天的平均运行间隔时间由7分30秒缩短为6分，增加发车密度。
- 2007年（平成19年）
  - 11月3日 - 以歌曲「从古代到未来」，多摩川艺术线项目 艺术周在2007年举行（11日终止）。
  - 12月25日 - 新型车辆7000系（2代）开始营运。

## 車站列表
- 所有車站均位於東京都大田區。
- 2012年2月上旬起依次引入車站編號[3]。

| 車站編號 | 中文站名 | 日文站名 | 英文站名 | 站間距離 | 累計距離 | 接續路線                                                                          |
| -------- | -------- | -------- | -------- | -------- | -------- | --------------------------------------------------------------------------------- |
| TM01     | 多摩川   |          |          | -        | 0.0      | 東急電鐵： 東橫線（TY09）、 目黑線（MG09）                                        |
| TM02     | 沼部     |          |          | 0.9      | 0.9      |                                                                                   |
| TM03     | 鵜之木   |          |          | 1.1      | 2.0      |                                                                                   |
| TM04     | 下丸子   |          |          | 0.6      | 2.6      |                                                                                   |
| TM05     | 武藏新田 |          |          | 0.8      | 3.4      |                                                                                   |
| TM06     | 矢口渡   |          |          | 0.9      | 4.3      |                                                                                   |
| TM07     | 蒲田     |          |          | 1.3      | 5.6      | 東急電鐵： 池上線（IK15）（部分列車直通運行） 東日本旅客鐵道： 京濱東北線（JK17） |

## 官方網站
- 東急多摩川線簡介（東急電鐵官方網站）